# Farkas Henrik (biológus)
Farkas Henrik (Temesvár, 1928. február 1. – Budapest, 2000. június 16.) biológus, muzeológus, ismeretterjesztő író, a biológiai tudományok kandidátusa.

## Élete
Aktív éveinek a végén a Magyar Természettudományi Múzeum főigazgató-helyettese volt. Az Élet és Tudomány című lap szerkesztőbizottságának tagja volt. Számos népszerű természetismerettel, főleg állatokkal és paleontológiával (őslénytan) foglalkozó könyvet írt, szerkesztett, illetve fordított le magyarra, amik több kiadást is megéltek.

## Munkái

### Könyvei
- Kagylósrákok – Ostracoda (Magyarország állatvilága – Fauna Hungariae 39., IV. kötet 3. füzet) Akadémiai Kiadó, Budapest, 1958.[3]
- Különös állatvilág. (Búvár Könyvek 69.) Móra Könyvkiadó, Budapest, 1967.
- Érdekes állatvilág. (Minerva Zsebkönyvek) Minerva Kiadó, Budapest, 1969.
- Élet a tengerben. (Természetbúvárok Könyvespolca) Móra Ferenc Könyvkiadó, Budapest, 1974. (Illusztrálta: Gaál Éva.)
- Utószó Szepes Mária Tükörajtó a tengerben című tudományos-fantasztikus regényéhez. (Kozmosz Fantasztikus Könyvek) Móra Ferenc Könyvkiadó, Budapest, 1975.
- Változó állatvilág. (Gondolat Zsebkönyvek) Gondolat Könyvkiadó, Budapest, 1978.
- Ősállatok. (Búvár Zsebkönyvek) Móra Ferenc Könyvkiadó, Budapest, 1978, 1980, 1984. (Illusztrálta: Lupták Mihály.)
- Majomtörténetek. (Természetbúvárok Könyvespolca) Móra Ferenc Könyvkiadó, Budapest, 1980, 1984. (Fotó: Kapocsy György.)
- Vándorló állatvilág. (Gondolat Zsebkönyvek) Gondolat Könyvkiadó, Budapest, 1980.
- Legendák állatvilága. Natura, Budapest, 1982.
- Fantasztikus természetrajz. (Univerzum Könyvtár) Kossuth Könyvkiadó, Budapest, 1983.
- Kataklizmák és más biológiai tévelygések. Natura, Budapest, 1984.
- Egyszervolt állatok. (Búvár Zsebkönyvek) Móra Ferenc Könyvkiadó, Budapest, 1986, 1990. (Illusztrálta: Veress László.)
- A Biblia rejtélyei: a világ teremtésétől az utolsó ítéletig. 1988: Móra Ferenc Könyvkiadó, Budapest; 1997: Hungalibri Kiadó, Budapest. (Illusztrálta: Püski Sándor)[4]
- Atlantisz rejtélye: fény derül a titokra? 1995: Hunga-Print Nyomda és Kiadó, Budapest; 1997: Hungalibri Kiadó, Budapest.
- A majmok világa: történetek és érdekességek a majmok életéről. Hungalibri Kiadó, Budapest, 1999. (A szerző Majomtörténetek c. művének bővített, átdolgozott kiadása.)
- IgaZ-akták: világegyetemek titkai. Athenaeum 2000 Kiadó, Budapest, 2000.

### Fordításai
- Wolfgang Crome, Horst Füller és mások: Urania állatvilág: Alsóbbrendű állatok. Gondolat Könyvkiadó, Budapest, 1971, 1977.
- Zdeněk V. Spinar: Élet az ember előtt. Gondolat Könyvkiadó, Budapest, 1976, 1979, 1985, 1988. (Illusztrálta: Zdeněk Burian)[5]
- Bevezetés és Jegyzetek Vladimir Andreevič Mezencev Furcsaságok szárazon és vízen című könyvében. Móra Ferenc Könyvkiadó, Budapest; Kárpáti Kiadó, Uzsgorod; Madách Könyv- és Lapkiadó, Bratislava, 1986.
- Jan Beneš és Zdeněk Burian: Az ősidő állatai. Gondolat Könyvkiadó, Budapest, 1989.
- Margot Schubert: Növények a lakásban : összefoglaló BLV ismertető több mint 500 szobanövényről. (Fotók: Friedrich Strauss és mások) Aquila Kiadó, Debrecen, 1997.
- Mark Carwardine: Guinness állatrekordok. Aquila Kiadó, Debrecen, 1999.